# Sluisjesdijk
De Sluisjesdijk is een straat in het Rotterdamse Waalhavengebied.
Die naam had de dijk al lang voordat hij bij besluit op 14 februari 1941 van burgemeester en wethouders van Rotterdam formeel werd vastgesteld. De Sluisjesdijk was met de Heische Dijk aan de andere kant van de Barendrechtse sluis, oorspronkelijk de rivierdijk van de polder Robbenoord en Plompert. De dijk dankt zijn naam aan de Barendrechtse sluis die hier het water van de polder Robbenoord en Plompert via de Barendrechtse Haven in de Nieuwe Maas loosde.
De Sluisjesdijk loopt van de Doklaan naar de Egmondstraat aan het uiteinde van de pier. Straten die naar de zijkades lopen zijn de Wartlastraat (Kortenoordse en Barendrechtse haven), Eekhoutstraat en Willingestraat (Robbenoordse haven) en Bijlstraat (Sint Janshaven).

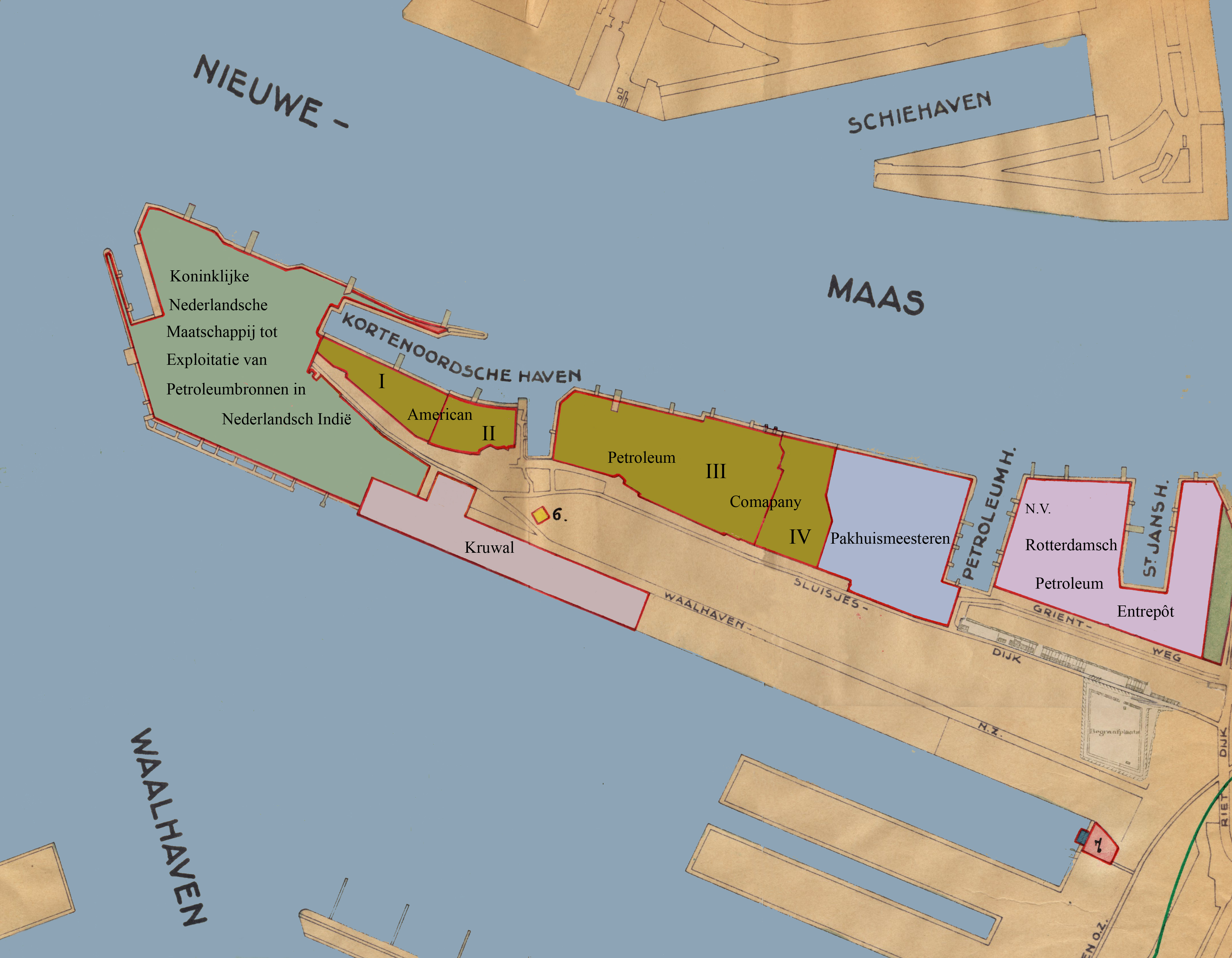
De terreinuitgiftesituatie van 1932 aan de Sluisjesdijk.

Vanaf 1876, met de vestiging van Pakhuismeesteren, ontwikkelde het gebied tussen de Sluisdijk en de rivier zich tot een opslag- en later ook raffinagecomplex voor aardolieproducten. De American Petroleum Company, later Esso genoemd, vestigde zich in 1890 voor de opslag van aardolieproducten en Shell begon er vanaf 1902 met de raffinage van ruwe benzine. Tussen 1935 en 1940 verhuisde de opslag en raffinage van petroleum en benzine naar Pernis.

## Bebouwing na 1935
Na 1935, het Waalhavenbassin was inmiddels voltooid, kreeg het Sluisjesdijkgebied een meer algemene bedrijfsbestemming. De oude bebouwing langs deze dijk is in de jaren dertig van de twintigste eeuw gesloopt en vervangen door bedrijfspanden. In 1924 was de uit 1828 daterende, aan de Sluisjesdijk liggende oude hervormde begraafplaats van Charlois al geruimd in verband met de ontwikkeling van het Waalhavengebied. Hierbij verdwenen ook de Beneden Sluisjesdijk, de Breede Sluisjesweg (vroeger Breedeweg geheten) en de Achter Sluisjesweg, gelegen in de Robbenoordse polder.
Na 1935 vestigden zich in het gebied van de Sluisjesdijk, naast stuwadoorsbedrijven aan de Waalhavenzijde, bedrijven van verschillende signatuur waaronder RET garage Sluisjesdijk.

## Verzamelplaats razzia 1944

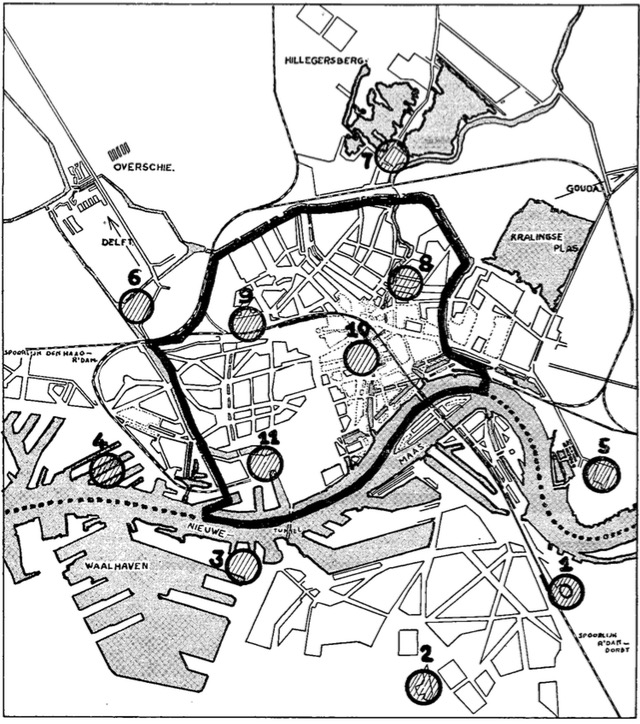
Verzamelplaatsen razzia; nr. 3 = busremise Sluisjesdijk

In november 1944 was de busremise aan de Sluisjesdijk één van de verzamelplaatsen van de slachtoffers van de razzia. 